# Der lustige Ehemann
Der lustige Ehemann ist eine kurze, deutsche Stummfilm-Verwechslungskomödie aus dem Jahre 1919 von Leo Lasko nach einem Drehbuch von Ernst Lubitsch. Victor Janson ist in einer Doppelrolle zu sehen.

## Handlung
Der korpulente Frauenarzt Dr. Helfer steht daheim mächtig unter dem Pantoffel seiner Gattin. Seine Patientinnen in der Praxis himmeln ihn dagegen an. Als die Ehefrau eines Tages endlich einmal auf Reisen ist und der Arzt dadurch daheim freie Bahn hat, erlaubt er sich ein kleines Techtelmechtel mit einer flotten Tänzerin. Um dem wachen Blick der Schwiegermutter zu entgehen, die während des Abwesenheit der Tochter auf die Tugendhaftigkeit des Gatten achten soll, engagiert Dr. Helfer einen Verwandlungskünstler namens Randolfi, der ihn während seiner Rendezvous bei der Schwiegermutter „vertreten“ soll. Als Helfers Ehefrau unerwartet und verfrüht zurückkehrt, geht es rasch drunter und drüber. Bald ist nicht mehr klar, wer Helfer und wer sein Doppelgänger ist, und im Zuge der nun anstehenden Verwechslungen kristallisiert sich rasch heraus, dass Randolfi überhaupt nicht mehr die Absicht hat, seinen Platz als Ehemann im Hause Dr. Helfer zu räumen…

## Produktionsnotizen
Der lustige Ehemann, Ernst Lubitschs letzter Film, an dem er ausschließlich als Drehbuchautor gearbeitet hatte, wurde im Sommer 1919 gedreht und am 22. August 1919 in Berlins Kammerlichtspielen uraufgeführt. Zu diesem Zeitpunkt maß der Dreiakter 770 Meter Länge. Bei einer späteren Nachzensur wurde er um lediglich 13 Meter gekürzt. 
Die Filmbauten entwarf Lubitschs langjähriger Filmarchitekt Kurt Richter.

## Kritiken
Die Kinematographische Rundschau: „‚Der lustige Ehemann‘ bringt Stimmung herein und versetzt den Zuschauer in die beste Laune. Viktor Janson in einer Doppelrolle trefflich und von guter Komik, erzwingt sich einen glänzenden Heiterkeitserfolg …“.
Die Linzer Tages-Post befand, es handele sich um „ein Lustspiel in drei Akten von Ernst Lubitsch; dasselbe bringt bei guter Rollenbesetzung sehr komische Szenen, die stürmische Heiterkeitsausbrüche auslösen werden.“